# Dius Fidius
Dius Fidius je římským bohem přísah a práva, zřejmě aspekt Jupitera. Byl mu zasvěcen chrám na Kvirinálu na vyvýšenině zvané Collis Mucialis a byl vzýván při přísahách a dovolávám jako svědek. Toto vzývání mělo být prováděno pod širým nebem, v římských domech pod otvorem ve střeše zvaným compluvium, který měl i chrám Dia Fidia.
Byl ztotožňován s italickým, pravděpodobně sabinským, bohem Semo Sancem, spojovaným taktéž s věrností. Diu Fidiovi byla blízká také bohyně slibu a přísahy Fides. Podle Georgese Dumézila je Dius Fidius mitrovským aspektem první indoevropské funkce, na rozdíl od varunovského Jupitera.